# Stazione di Morrovalle-Monte San Giusto
La stazione di Morrovalle-Monte San Giusto è una stazione ferroviaria posta sulla linea Civitanova Marche-Fabriano. Serve i centri abitati di Morrovalle (4 km) e di Monte San Giusto (8 km).